# Marie-Raymond de Lacroix de Ravignan
Pour les articles homonymes, voir Ravignan.
Marie-Raymond-Gustave de La Croix, baron de Ravignan est un homme politique français né le 29 janvier 1829 à Bordeaux (Gironde) et décédé le 1er décembre 1891 à Mont-de-Marsan (Landes).

## Biographie
Issu d'une vieille famille béarnaise, il est le neveu de Xavier de Ravignan, célèbre prédicateur jésuite de l'époque. Il entre au Conseil d’État en 1852, et épouse la fille d'Adrien Marie Devienne, premier président de la Cour de cassation. Riche propriétaire dans les Landes, il est conseiller général des Landes du canton de Villeneuve et sénateur des Landes de 1876 à 1888, siégeant au groupe bonapartiste de l'Appel au peuple. Il intervient de manière virulente dans les interpellations contre les gouvernements.
Il est élu à l’unanimité membre titulaire de la Société de Borda le 7 avril 1877.

## Sources
- « Marie-Raymond de Lacroix de Ravignan », dans Adolphe Robert et Gaston Cougny, Dictionnaire des parlementaires français, Edgar Bourloton, 1889-1891 [détail de l’édition]